# EPrix Monaka
ePrix Monaka (anglicky: Monaco ePrix) je jedním ze závodů šampionátu vozů Formule E, pořádané Mezinárodní automobilovou federací. 
Místem konání je městská trať Circuit de Monaco, v Monte Carlu, hlavním městě knížectví Monako. V letech 2015–2021 byla užívána zkrácená trať, od roku 2022 se používá trať ve stejné délce, jako se jezdí závody Formule 1.

## Vítězové ePrix Monaka

### Opakovaní vítězové (jezdci)
| Počet vítězství | Jezdec          | Roky       |
| --------------- | --------------- | ---------- |
| 2               | Sébastien Buemi | 2015, 2017 |
| Zdroj:          |                 |            |

### Vítězové v jednotlivých letech
| Rok  | Jezdec                  | Konstruktér     | Trať              | Výsledky |
| ---- | ----------------------- | --------------- | ----------------- | -------- |
| 2023 | Nick Cassidy            | Envision Racing | Circuit de Monaco | Výsledky |
| 2022 | Stoffel Vandoorne       | Mercedes        | Circuit de Monaco | Výsledky |
| 2021 | Anotónio Félix da Costa | Techeetah-DS    | Circuit de Monaco | Výsledky |
| 2019 | Jean-Éric Vergne        | Techeetah-DS    | Circuit de Monaco | Výsledky |
| 2017 | Sébastien Buemi         | Renault e.dams  | Circuit de Monaco | Výsledky |
| 2015 | Sébastien Buemi         | Renault e.dams  | Circuit de Monaco | Výsledky |